# Старий Яружин
Старий Яружин (пол. Stary Jarużyn) — село в Польщі, у гміні Шубін Накельського повіту Куявсько-Поморського воєводства.
Населення — 249 осіб (2011).
У 1975-1998 роках село належало до Бидгощського воєводства.

## Демографія
Демографічна структура станом на 31 березня 2011 року:
|          | Загалом | Допрацездатний вік | Працездатний вік | Постпрацездатний вік |
| -------- | ------- | ------------------ | ---------------- | -------------------- |
| Чоловіки | 122     | 21                 | 89               | 12                   |
| Жінки    | 127     | 31                 | 77               | 19                   |
| Разом    | 249     | 52                 | 166              | 31                   |